# Treron griseicauda
Treron griseicauda là một loài chim trong họ Columbidae.